# Tavo akys
"Tavo akys" é uma canção da banda lituana de rock alternativo Katarsis. Foi escrita por Lukas Radzevičius e produzida por Jurgis Masilionis. A canção foi lançada a 31 de janeiro de 2025 e representou a Lituânia no Festival Eurovisão da Canção de 2025.

## Festival Eurovisão da Canção 2025

### Eurovizija.LT 2025
Eurovizija.LT 2025 é o formato da seleção nacional organizada pela LRT para selecionar a sua entrada para o Festival Eurovisão da Canção 2025. Foi realizado entre 11 de janeiro e 15 de fevereiro de 2025. A competição contou com 45 candidaturas a competir em cinco semi-finais, realizadas entre 11 de janeiro e 8 de fevereiro de 2025, e uma final a 15 de fevereiro de 2025. Uma combinação de 50/50 entre o júri e o voto público determinou a classificação em cada fase, com as duas melhores canções de cada semi-final (de um total de nove) a qualificarem-se para a final; as três melhores canções da final avançando para uma última ronda de televotação para selecionar o vencedor. Em caso de empate em qualquer uma das fases anteriores, a classificação do júri teria prioridade. O sistema de pontuação foi o mesmo utilizado no Festival Eurovisão da Canção: as dez melhores canções de cada votação do júri e do televoto recebem 1–8, 10 e 12 pontos. As performances para as semi-finais foram pré-gravadas, enquanto foram apresentadas ao vivo na final.
A 11 de dezembro de 2024, os Katarsis foram anunciados como uma das 45 candidaturas na competição com a canção «Tavo akys». A 1 de fevereiro de 2025, a canção avançou para a fase das semi-finais, conseguindo assim chegar à final duas semanas depois. Na final do evento, Tavo akys foi uma das três canções com o maior número de votos recebidos pelo júri e pelo público, avançando para a superfinal, onde o televoto coroou a canção como vencedora e representante da Lituânia na Eurovisão 2025 em Basileia.